# Messepark Trier

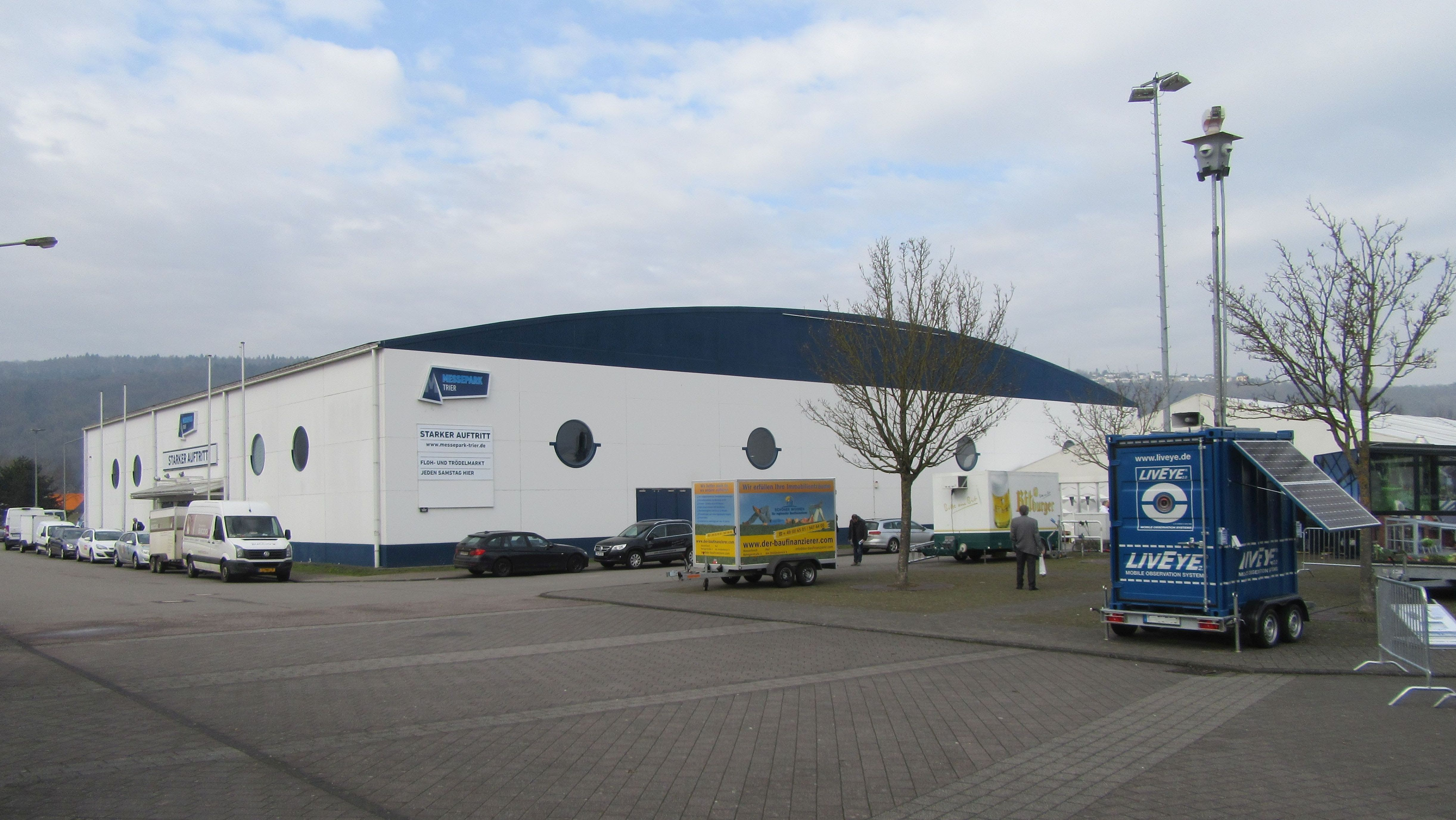
Messeparkhalle

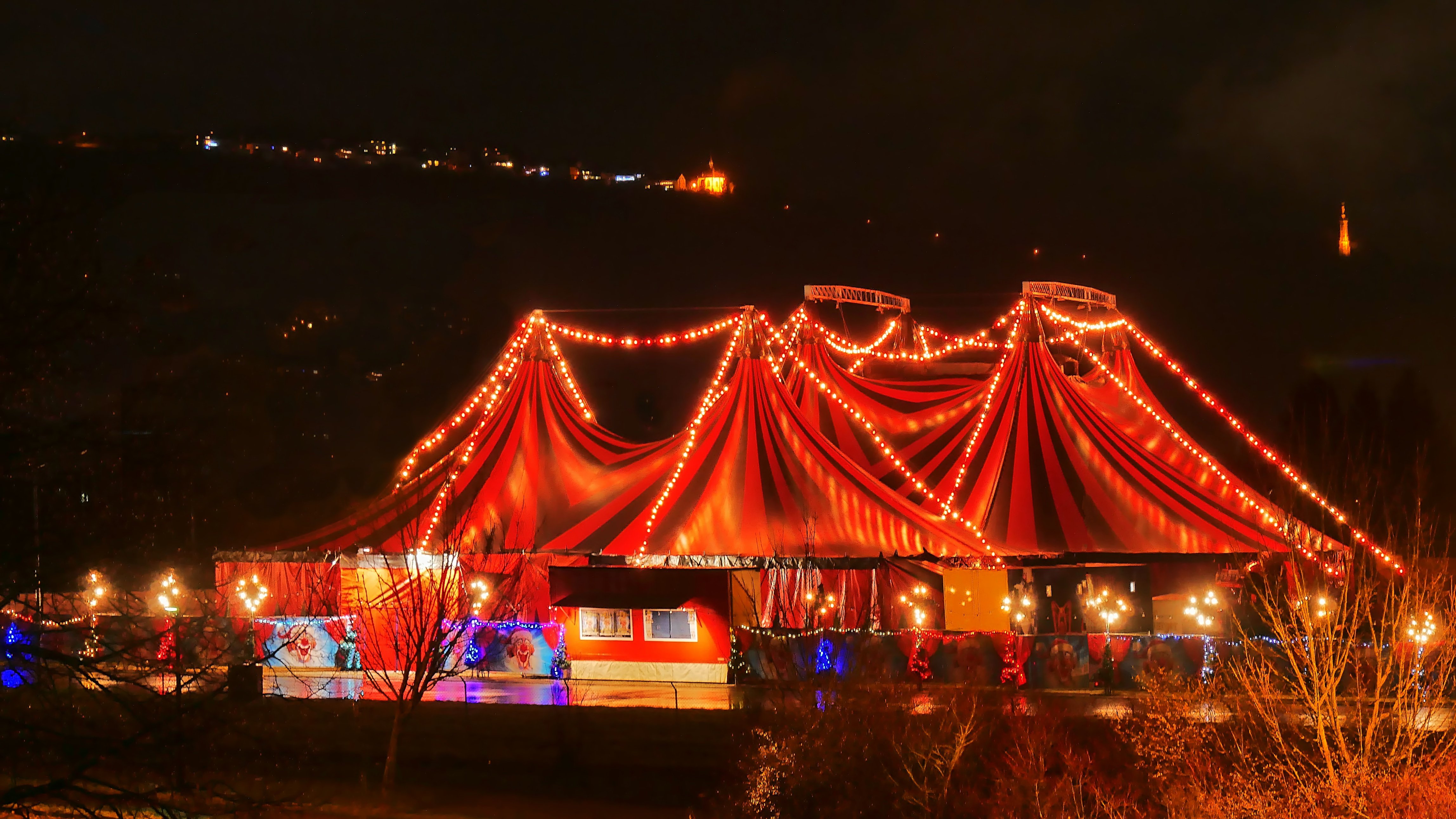
Weihnachtszirkus auf dem Messegelände

Der Messepark Trier ist ein Messe- und Veranstaltungsgelände in der kreisfreien Stadt Trier in Rheinland-Pfalz.
Er liegt in den Moselauen links der Mosel auf der Gemarkung von Trier-Euren an den Bundesstraßen 49 und 51 sowie an der Konrad-Adenauer-Brücke. Die Entfernung zum Stadtzentrum Trier beträgt drei Kilometer, zum Hauptbahnhof vier Kilometer und zum Autobahnanschluss A 602 fünf Kilometer.
Der Flughafen Luxemburg liegt 48 Kilometer entfernt und der Flughafen Frankfurt-Hahn 69 Kilometer.
Insgesamt 1900 Parkplätze liegen unmittelbar am Messepark, die auch als Park-and-Ride-Parkplatz genutzt werden.
Der Messe- und Veranstaltungsbereich hat eine Größe von 40.000 m² und die Messehalle eine Größe von 2750 m².
Die Messehalle hat eine Kapazität von 2920 Sitzplätzen bzw. 4500 Stehplätzen.
Nach etwa 36 Monaten Bauzeit erfolgte die Eröffnung des Geländes am 1. Juli 1993. Die Kosten für das Bauprojekt betrugen 12,7 Millionen Euro.
1996 bis 1999 entstanden die Messehalle und die Nebengebäude.
Die MVG Trier Messe- und Veranstaltungsgesellschaft mbH (kurz MVG Trier) ist die Betreibergesellschaft der städtischen Veranstaltungsorte Arena Trier, Messepark Trier und Europahalle Trier. 

## Veranstaltungen
Veranstaltungen im Messepark oder in der Messeparkhalle sind oder waren beispielsweise:
- Die Hundemesse
- Floh- und Trödelmärkte
- Gartenmesse Diga
- Messe ÖKO Bauen & Sanieren
- Servicepark für die Rallye-Weltmeisterschaft
- Trierer Sommerfest
- Trierer Weihnachtscircus
- Volksfreund-Kinderflohmarkt
- Zirkus Flic Flac

- Nena, 1993, Messepark
- Kelly Family, 1995, 17.000 Zuschauer im Messepark
- Höhner-Rockin´Roncalli-Show, 2016
- Circus Krone, 2018
- u. v. a.